# حق تقرير المصير
حق تقرير المصير هو مصطلح في القانون الدولي يعني منح الشعب أو السكان المحليين إمكانية أن يقرروا شكل السلطة التي يريدونها وطريقة تحقيقها بشكل حر وبدون تدخل خارجي.
يُنسب هذا المصطلح إلى رئيس الولايات المتحدة الأميركية وودرو ويلسون مع أنه جرى قبله استخدام مصطلحات مشابهة. كان مبدأ حق تقرير المصير في جوهر اتفاقية فرساي التي وُقعت بعد الحرب العالمية الأولى، وأمر بإقامة دول قومية جديدة في أوروبا بدلاً من الإمبراطورية النمساوية المجرية والإمبراطورية الألمانية. وفيما بعد كان هذا المبدأ أساس المطالب المناهضة للاستعمار، بمعنى الدعوة إلى إلغاء السيطرة الأوروبية الاستعمارية على أفريقيا وآسيا.
تطرق مصطلح «تقرير المصير» منذ البداية إلى السكان الذين تربط بينهم لغة مشتركة وثقافة مشتركة ("قومية") والمقيمين في منطقة محددة. جرى تطبيق حق تقرير المصير من خلال الإعلان عن المنطقة وعن الجمهور المقيم عليها كدولة قومية، أو كجزء يتمتع بحكم ذاتي داخل اتحاد فدرالي. وقد اتضحت الإشكالية الكامنة في تطبيق مبدأ حق تقرير المصير في الفترة الواقعة بين الحربين العالميتين، وتمثلت تلك الإشكالية في أن قبول جميع المطالب بحق تقرير المصير قد هدد بتقسيم أوروبا إلى دويلات صغيرة وخلق المزيد من الحدود السياسية التي تحول دون العبور الحر للناس والبضائع. حاولوا حل هذه الإشكالية من خلال إقامة فدراليات مثل يوغسلافيا، وتشيكوسلوفاكيا، وغيرهما، غير أن هذا الحل باء بالفشل لأن الشعوب التي كانت تقيم في تلك الدول لم تتمكن من تطبيق سلطة مشتركة لزمن طويل. ليس هذا فحسب، فلم يقطن كل شعب في منطقة محددة. فيهود أوروبا مثلا أقاموا في مجتمعات صغيرة نسبيا منتشرة في جميع أنحاء القارات. وكان الهنغاريون موزعين بين هنغاريا نفسها وإقليم ترانسيلفانيا الواقع في عمق الأراضي الرومانية.
جابه تطبيق حق تقرير المصير مشاكل أصعب في فترة إلغاء الحكم الاستعماري، في أواخر سنوات الأربعين من القرن العشرين، وفي سنوات الستين من القرن ذاته. لقد جرى تعريف الحدود السياسية في أفريقيا وآسيا بموجب مصالح الدول الأوروبية العظمى، وكثيرا ما تجاهلوا المزايا الخاصة للسكان المحليين، كالدين، العادات، اللغة، وما شابهها. رأت الأمم المتحدة، التي قبلت بحق تقرير المصير كجزء من ميثاق الأمم المتحدة (في تعديل عام 1951)، كما رأت الدول الأعضاء فيها، أن تطبيق حق تقرير المصير هو داخل الحدود القائمة، مما أدى إلى إقامة دول متعددة القوميات تواجه صعوبة في تطبيق حكم مشترك.
وعموماً، يعتبر حق تقرير المصير حقا جماعيا وليس فرديا. بمعنى أن هذا الحق لا يمكن أن يمارس فقط من خلال فرد واحد أو مجموعة أفراد. بل هو خاص بعدد كبير من الناس توجد بينهم روابط مشتركة، مثل لغة، تاريخ، ثقافة. وقد قيّد القانون الدولي هذا الحق بعدة قيود، حتى لا يؤدي إلى تفتيت الدول وزعزعة سيادتها، فلو أن كل الأقليات في الدول ستقول بأن لها لغة وتاريخ مشتركاً كأقلية، وبالتالي تطالب بالانفصال عن الدولة الأم، فإن هذا يعني تفتيت الدول. وعليه، يمكن القول أن الحق في تقرير المصير محصور في حالتين، الأولى: هي حالة الشعوب الخاضعة للاستعمار أو الاحتلال، حيث بموجب هذا الحق يكون لها الحق بالتخلص من الاحتلال الأجنبي أو التمييز العنصري وأن تحكم نفسها بنفسها. والثانية: هي حالة الأقليات التي تتعرض إلى الاضطهاد أو التمييز العنصري الممنهج من قبل الدولة.

## التاريخ

### ما قبل القرن العشرين

#### الأصل
تطورَ استخدام الإمبريالية من اجل توسّع الإمبراطوريات بالإضافة لاستخدام مفهوم السيادة السياسية بعد معاهدة ويستفاليا ويفسّر ذلك ظهور حق تقرير المصير في العصر الحديث. اكتشفت مجموعات كثيرة من الناس خلال الثورة الصناعية وبعدها تاريخها وجغرافيتها ولغتها وعاداتها المشتركة. وظهرت القومية كإيديولوجية موحِّدَة ليس فقط بين القوى المتنافسة ولكن أيضًا بين الجماعات التي شعرت بأنها أقل مرتبة أو مجردة من حقوقها داخل الدول الكبرى. في هذه الحالة يمكن اعتبار فكرة تقرير المصير كرد فعلٍ على الإمبريالية. تسعى مثل هذه الجماعات في كثير من الأحيان إلى الاستقلال والسيادة على قطعة من الأرض.

#### الإمبراطوريات
امتلك العالم عدة إمبراطوريات قارّية تقليدية مثل الإمبراطورية العثمانية والروسية والنمساوية (إمبراطورية هابسبورغ) وإمبراطورية تشينغ. غالبًا ما يُعرّف علماء السياسة مفهوم المنافسة في أوروبا خلال العصر الحديث كتوازن لصراع القوى، والذي حثَّ أيضًا العديد من الدول الأوروبية لبناء إمبراطوريات استعمارية بدءًا من الإسبانية والبرتغالية وثم البريطانية والفرنسية والهولندية والألمانية وغيرها. خلق الصراع في أوروبا خلال أوائل القرن التاسع حروبًا متعددة أبرزها حروب نابليون. أصبحت الإمبراطورية البريطانية بعد هذه الحروب المهيمنة ودخلت ما يسمى (قرن الإمبراطورية) واصبحت القومية في ذلك الوقت أيديولوجية سياسية قوية في أوروبا.
تمَ في وقت لاحق بعد الحرب الفرنسية البروسية في عام 1870 إنشاء ما يسمى (الإمبريالية الجديدة) في فرنسا ثم في ألمانيا وتم إنشاء مستعمرات في آسيا والمحيط الهادئ وأفريقيا. كما ظهرت اليابان كقوة جديدة. وقد ظهرت العديد من المنافسات في جميع أنحاء العالم:
- أفريقيا: تنافس العديد من الدول الأوروبية على المستعمرات وسُمّي ذلك حينها (التنافس على أفريقيا).
- آسيا الوسطى: روسيا وبريطانيا تتنافسان على الهيمنة فيما سُمّي (اللعبة الكبرى).
- شرق آسيا: تم إنشاء المستعمرات ومختلف أنواع مناطق النفوذ فيها، مما أثرَ بشكل سلبي كبير على إمبراطورية تشينغ.

حافظت كل من الإمبراطورية العثمانية والإمبراطورية النمساوية والإمبراطورية الروسية وإمبراطورية تشينغ والإمبراطورية اليابانية الجديدة على نفسها، كانت غالبًا كل منها تتوسع أو تتقلص على حساب إمبراطورية أخرى. تجاهلت جميع تلك الإمبراطوريات مفاهيم تقرير المصير لعامة الشعوب.

#### الثورات وظهور القومية
تم اعتبار ثورة العالم الجديد التي قام بها المستعمرون البريطانيون في أمريكا الشمالية خلال منتصف السبعينات من القرن السابع عشر أول تأكيد على حق تقرير المصير الوطني والديمقراطي بسبب المطالبة بالقانون الذي يضمن الحقوق الطبيعية للإنسان فضلًا عن حرية الشعب وسيادته. هذه الأفكار كانت مستوحاة بشكل خاص من كتابات جون لوك في عصر للتنوير خلال القرن السابق. عززَ توماس جيفرسون فكرة أن إرادة الشعب هي الأسمى، لا سيما من خلال كتابته وثيقة إعلان استقلال الولايات المتحدة التي ألهمت الأوروبيين طوال القرن التاسع عشر. كان الدافع وراء الثورة الفرنسية هو ذاته دافع ثورة العالم الجديد وقد أضفى ذلك الشرعية على أفكار حق تقرير المصير في إحدى قارات العالم القديم.

### الحرب العالمية الأولى والثانية
أعاد وودرو ويلسون إحياء التزام أمريكا بحق تقرير المصير، على الأقل بالنسبة للدول الأوروبية، خلال الحرب العالمية الأولى. عندما وصل البلاشفة إلى السلطة في روسيا في ثورة أكتوبر، طالب ويلسون بالانسحاب الفوري لروسيا من حلفاء الحرب العالمية الأولى. دعمت أمريكا أيضًا حق جميع الأمم، بما في ذلك المستعمرات، في تقرير المصير. أقر الدستور الروسي لعام 1918 بحق الانفصال للجمهوريات المكونة له.
شكل ذلك تحديًا لمطالب ويلسون المحدودة. نشر ويلسون كتابه مبادئ ويلسون الأربعة عشر في يناير 1918 والذي دعا، من بين أمور أخرى، إلى تعديل المطالب الاستعمارية، لتتساوى مصالح القوى الاستعمارية مع مطالب الشعوب المُستعمَرة. أدت معاهدة برست ليتوفسك في مارس 1918 إلى خروج روسيا السوفيتية من الحرب، والاستقلال الاسمي لأرمينيا وفنلندا وإستونيا ولاتفيا وأوكرانيا وليتوانيا وجورجيا وبولندا، على الرغم من أن هذه الأراضي كانت في الواقع تحت السيطرة الألمانية. في نهاية الحرب تفككت الإمبراطورية النمساوية المجرية المهزومة وتشيكوسلوفاكيا واتحاد دولة السلوفينيين والكروات والصرب ومملكة صربيا إلى دول جديدة، وخرجت مما بقي من إمبراطورية هابسبورغ. ولكن شكّل فرض الدول التي مُنحت فيها بعض الجنسيات (خاصة البولنديين والتشيك والصرب والرومانيين) سلطة على الجنسيات التي تكرهها أو لا تثق بها ذريعة للعدوان الألماني في الحرب العالمية الثانية.
جادل ويلسون علنًا بأن الاتفاقات التي توصلوا إليها في أعقاب الحرب ستكون بمثابة «إعادة تعديل للمظالم الكبيرة الموجودة في بنية المجتمع الأوروبي والآسيوي ككل»، والذي عزاه إلى غياب الحكم الديمقراطي. بحسب ويلسون، سيضع النظام الجديد الذي ظهر في فترة ما بعد الحرب الحكومات «في أيدي الشعب ويبعده عن أيدي المقاطعات والأطراف ذات السيادة». تأسست عصبة الأمم كرمز لنظام ما بعد الحرب الجديد، وكانت إحدى مهامها الأولى إضفاء الشرعية على الحدود الإقليمية للدول الجديدة التي نشأت في أراضي الإمبراطورية العثمانية السابقة وآسيا وأفريقيا. لم يتطرق مبدأ تقرير المصير في ذلك الوقت إلى إنهاء الاستعمار. كانت عصبة الأمم تخصص كل من الدول والمستعمرات ما بعد العثمانية والآسيوية والأفريقية لقوة أوروبية بتفويض منها بحجة عدم تحضر السكان المحليين بما فيه الكفاية.
كان أحد الاعتراضات الألمانية على معاهدة فرساي هو التطبيق الانتقائي إلى حد ما لمبدأ تقرير المصير؛ لأن غالبية الشعب في النمسا وفي منطقة سوديتنلاند في تشيكوسلوفاكيا أرادوا الانضمام إلى ألمانيا بينما أراد غالبية الناس في دانزيج البقاء داخل الرايخ، لكن تجاهل الحلفاء الاعتراضات الألمانية. دعت نقاط ويلسون الأربعة عشر لاستعادة الاستقلال البولندي وتمتع بولندا «بوصول آمن إلى البحر»، مما يعني ضمنًا التنازل عن مدينة دانزيغ الألمانية (غدانسك الحديثة في بولندا)، التي تملك موقعًا استراتيجيًا حيث يصب نهر فيستولا في بحر البلطيق لبولندا. في مؤتمر باريس للسلام عام 1919، طلب الوفد البولندي بقيادة رومان دموفسكي من ويلسون تحقيق النقطة الـ 14 من نقاطه عبر نقل دانزيغ إلى بولندا. بحجة أن بولندا لن تكون قادرة على البقاء اقتصاديًا بدون دانزيغ. ولكن، نظرًا لأن 90% من سكان دانزيغ في هذه الفترة كانوا ألمانًا، تساوَم قادة الحلفاء في مؤتمر باريس للسلام لإنشاء مدينة دانزيغ الحرة، وهي دولة مدنية تتمتع فيها بولندا بحقوق خاصة معينة. كان 90% من سكان مدينة دانزيغ ألمان و10% بولنديين، وكانت المناطق الريفية المحيطة بدانزيغ بولندية بأغلبية ساحقة. اعترضت المناطق الريفية البولندية المدرجة في مدينة دانزيغ الحرة، بحجة أنهم يريدون أن يكونوا جزءًا من بولندا. لم يكن البولنديون أو الألمان سعداء بهذا الحل الوسط وأصبحت قضية دانزيغ نقطة مهمة للتوتر الألماني البولندي طوال فترة ما بين الحربين العالميتين.
خلال عشرينيات وثلاثينيات القرن الماضي، كانت هناك بعض الحركات الناجحة لتقرير المصير في بدايات عملية إنهاء الاستعمار. منحت المملكة المتحدة بحسب تشريع وستمنستر لعام 1931 الاستقلال لكل من كندا ونيوزيلندا ونيوفاوندلاند ودولة أيرلندا الحرة وأستراليا واتحاد جنوب إفريقيا بعد أن أعلن البرلمان البريطاني أنه غير قادر على تمرير القوانين عليها بدون موافقتهم. وحصلت مصر وأفغانستان والعراق على استقلالها عن بريطانيا ولبنان عن فرنسا. كانت الجهود الأخرى غير ناجحة، مثل حركة الاستقلال الهندية. بدأت كل من إيطاليا واليابان وألمانيا جهودًا جديدة لوضع مناطق معينة تحت سيطرتها، مما أدى إلى اندلاع الحرب العالمية الثانية. احتج البرنامج الوطني الاشتراكي على ذلك في نقطته الأولى (من أصل 25 نقطة)، وتكلم عنه أدولف هتلر علنًا في 24 فبراير 1920.
في آسيا، كانت اليابان قوة صاعدة واكتسبت المزيد من الاحترام من القوى الغربية بعد انتصارها في الحرب الروسية اليابانية. انضمت اليابان إلى دول الحلفاء في الحرب العالمية الأولى وهاجمت المستعمرات الألمانية في الشرق الأقصى، مضيفة الممتلكات الألمانية السابقة إلى إمبراطوريتها. في الثلاثينيات من القرن الماضي، اكتسبت اليابان نفوذًا كبيرًا في منغوليا الداخلية ومنشوريا بعد أن غزت منشوريا. أسست مانشوكو، وهي دولة دمية في منشوريا وشرق منغوليا الداخلية. اتبعت اليابان هذا النموذج بشكل أساسي عندما غزت مناطق أخرى في آسيا، وأنشأت منطقة شرقي آسيا الكبرى للرفاهية المتبادلة. واجهت اليابان صعوبة كبيرة في المجادلة بأن إنشاء مانشوكو كان مبررًا بحسب مبدأ تقرير المصير، مدعية أن شعب منشوريا أراد الانفصال عن الصين وطلب من جيش كوانتونغ التدخل نيابة عنهم. ومع ذلك، ذكرت لجنة ليتون التي عينتها عصبة الأمم لتقرير ما إذا كانت اليابان قد ارتكبت عدوانًا أم لا، بأن غالبية الشعب في منشوريا (الذين كانوا من الهان الصينيين) لا يرغبون في مغادرة الصين.
في عام 1912، خلفت جمهورية الصين رسميًا أسرة تشينغ، بينما أعلنت منغوليا الخارجية والتبت وتوفا استقلالها. لم تقبل حكومة الصين هذا الاستقلال. بموجب معاهدة كياختا (1915) اعترفت منغوليا الخارجية بسيادة الصين. ولكن، دفع التهديد السوفيتي بالاستيلاء على أجزاء من منغوليا الداخلية الصين إلى الاعتراف باستقلال منغوليا الخارجية، شريطة إجراء استفتاء. أجري الاستفتاء في 20 أكتوبر 1945، وصوّت (حسب الأرقام الرسمية) 100% من الناخبين على الاستقلال.
سببت النزاعات التي لم تُحل منذ الحرب العالمية الثانية العديد من الخلافات الحالية على السيادة وتقرير المصير في شرق آسيا. تخلت الإمبراطورية اليابانية بعد سقوطها عن السيطرة عن العديد من مستعمراتها السابقة بما في ذلك كوريا وجزيرة سخالين وتايوان. لم يُؤخذ رأي المتضررين أو يُعطى أي أولوية في أي من هذه المناطق. أُعطيت كوريا الاستقلال بحسب معاهدة سان فرانسيسكو، لكن لم تذكر مختلف المناطق الأخرى؛ مما أعطى تايوان استقلالًا فعليًا على الرغم من عدم وضوح وضعها السياسي.

## القضايا الحالية
أدى إضفاء الشرعية على مبدأ تقرير المصير الوطني منذ أوائل تسعينيات القرن الماضي إلى زيادة عدد النزاعات داخل الدول، حيث سعت المجموعات الصغيرة الفرعية إلى نيل حق تقرير المصير والانفصال الكامل، واصبحت نزاعاتهم من أجل قيادة تلك المجموعات ونزاعاتهم مع المجموعات أخرى والدولة المسيطرة عنيفة. لقد كان رد الفعل الدولي تجاه هذه الحركات الجديدة متفاوتًا وكثيراً ما كان يُعالج سياسيًا. لقد فشل إعلان الأمم المتحدة للألفية الجديدة في عام 2000 في معالجة تلك المطالب الجديدة، ولم يذكر سوى: «حق تقرير المصير للشعوب التي لا تزال تحت السيطرة الاستعمارية والاحتلال الأجنبي».
قام الأستاذ الكسندر بافكوفيتش وكبير المحاضرين بيتر رادان في عدد من مجلة القانون في جامعة ماكويري بتحديد الحركات القانونية والسياسية الحالية التي تدعم حق تقرير المصير. وتشمل:

### تعريف الشعوب
لا يوجد حتى الآن تعريف قانوني معترف به لمصطلح (الشعب) في القانون الدولي. وجدت فيتا غوديليفيتشي من كلية الحقوق بجامعة فيتوتاس ماغنوس خلال مراجعتها للقانون الدولي وقرارات الأمم المتحدة في حالات الشعوب غير المتمتعة بالحكم الذاتي (بسبب الاحتلال المستعمر أو الظلم الداخلي) وحالات الاحتلال العسكري الأجنبي بأن تعريف الشعب هو كامل سكان الوحدة الإقليمية المحتلة بغض النظر عن خلافاتهم الداخلية الأخرى. في الحالات التي يفتقر فيها الناس إلى التمثيل من قبل حكومة البلد تصبح الفئات غير الممثلة شعبًا منفصلاً.

### حق تقرير المصير مقابل وحدة الأراضي
يبدو أن حق تقرير المصير الوطني يتحدى مبدأ وحدة الأراضي (مبدأ السيادة) للدول بوصفه إرادة الشعب التي تجعل الدولة شرعية. هذا يعني أن الشعب يتمتع بحرية اختيار دولته وحدودها الإقليمية. وتوجد دول لا تسمح بوجود عملية قانونية لإعادة رسم حدودها وفقًا لإرادة الشعوب التي تسكنها. ووفقًا لقانون هلسنكي الختامي لعام 1975 والأمم المتحدة ومحكمة العدل الدولية وخبراء القانون الدولي لا يوجد تناقض بين مبادئ تقرير المصير والسلامة الإقليمية، مع التنويه أن لحق تقرير المصير الأسبقية.
ذكر كل من رادان وبافكوفيتش ثلاثة نظريات للعلاقات الدولية ذات علاقة بحق بتقرير المصير.
- تصر النظرية الواقعية للعلاقات الدولية على أن السيادة الإقليمية أهم من حق تقرير المصير الوطني. هذه السياسة كانت تتبعها القوى الكبرى خلال الحرب الباردة.
- أصبحت الليبرالية الدولية خيارًا بديلاً منذ ذلك الوقت. وهي تشجع على إلغاء الحرب بين الدول بالإضافة لزيادة حرية الافراد داخلها. ودعم وتوسيع الأسواق العالمية والتعاون بين الدول حيث يقلل ذلك من أهمية السلامة الإقليمية مما يؤدي لاعتراف أكبر بحقوق تقرير المصير للشعوب.
- تدعو الليبرالية العالمية إلى نقل السلطة السياسية إلى حكومة عالمية تجعل الانفصال وتغيير الحدود مسألة إدارية سهلة نسبيًا. ولكن من الممكن أن يعني ذلك أيضًا إنهاء حق تقرير المصير للجماعات الوطنية.[14][15][16][17]

### طرق زيادة حقوق الأقليات
تقوم العديد من الدول باللا مركزية أو نقل سلطة أكبر لصنع القرار في وحدات فرعية جديدة أو وحدات موجودة مسبقًا أو مناطق ذاتية الحكم من أجل تلبية مطالب حقوق الأقليات وتجنب الانفصال وإنشاء دول جديدة منفصلة. وقد تتخذ تدابير محدودة مثل السيطرة على الاحتجاجات وتقييدها من اجل الحفاظ على الثقافة الوطنية أو مثل منح الاستقلال الذاتي غير الإقليمي (دون إرساء الحكم على الأرض) على شكل روابط وطنية تتحكم بالأمور الثقافية فقط. يكون ذلك متاحًا فقط للجماعات التي تخلت عن مطالبها الانفصالية وتحتفظ الدولة المركزية بالسيطرة السياسية والقضائية عليها.

### تقرير المصير مقابل حكم الأغلبية وتساوي الحقوق
استكشف بافكوفيتش كيف يمكن لحق تقرير المصير الوطني (على شكل إنشاء دولة جديدة من خلال الانفصال) أن يتجاوز مبادئ حكم الأغلبية والحقوق المتساوية والتي هي مبادئ ليبرالية أساسية. وهذا يتضمن السؤال عن كيف يمكن فرض دولة غير مرغوب فيها على أقلية.
وقد درسَ خمس نظريات معاصرة للانفصال. تقول النظرية الرأسمالية اللاسلطوية (الإنكارية): يكون لمالكي الأراضي فقط الحق في الانفصال. أما في النظرية الاشتراكية لا يملك حق الانفصال إلا المجموعات التي ترغب في المشاركة السياسية بشكل مباشر، بما في ذلك بالنسبة الجماعات المحرومة من الحقوق. يحق فقط للجماعات الثقافية الوطنية بحسب النظريتين القوميتين الانفصال. تدعم النظرية الديمقراطية للأستاذ الأسترالي هاري بيران المساواة في حق الانفصال لجميع أنواع المجموعات. إن الانفصال من جانب واحد ضد حكم الأغلبية له ما يبرره إذا سمحت المجموعة المنفصلة بانفصال أي جماعة أخرى داخل أراضيها.